# Oddities, Abnormalities and Curiosities
Oddities, Abnormalities and Curiosities è un album dei Circle Jerks, punk band californiana, pubblicato nel 1995. Si tratta dell'ultimo lavoro fino ad oggi pubblicato dal gruppo.

## Tracklist
1. "Teenage Electric"  – 2:44
2. "Anxious Boy"  – 2:06
3. "22"  – 2:42
4. "Shining Through The Door"  – 3:01
5. "I Wanna Destroy You"  – 3:05
6. "Sinking Ship"  – 3:45
7. "Brick"  – 2:14
8. "Fable"  – 3:37
9. "Dog"  – 2:53
10. "Grey Life"  – 2:48
11. "Exhaust Breath"  – 3:00
12. "Career Day"  – 2:23

## Formazione
- Keith Morris - voce
- Greg Hetson - chitarra
- Zander Schloss - basso
- Keith Clark - batteria